# Kanton Attichy
Der Kanton Attichy war bis 2015 ein französischer Wahlkreis im Arrondissement Compiègne, im Département Oise und in der Region Picardie; sein Hauptort war Attichy.
Der Kanton Attichy war 210,44 km² groß und hatte 15.942 Einwohner (Stand 1999).

## Gemeinden
Der Kanton bestand aus 20 Gemeinden:
| Gemeinde               | Einwohner Jahr | Fläche km² | Bevölkerungsdichte | Code INSEE | Postleitzahl |
| ---------------------- | -------------- | ---------- | ------------------ | ---------- | ------------ |
| Attichy                | 1.865 (2013)   | –          | – Einw./km²        | 60025      | 60350        |
| Autrêches              | 753 (2013)     | –          | – Einw./km²        | 60032      | 60350        |
| Berneuil-sur-Aisne     | 1.011 (2013)   | –          | – Einw./km²        | 60064      | 60350        |
| Bitry                  | 302 (2013)     | –          | – Einw./km²        | 60072      | 60350        |
| Chelles                | 503 (2013)     | –          | – Einw./km²        | 60145      | 60350        |
| Couloisy               | 505 (2013)     | –          | – Einw./km²        | 60167      | 60350        |
| Courtieux              | 179 (2013)     | –          | – Einw./km²        | 60171      | 60350        |
| Croutoy                | 213 (2013)     | –          | – Einw./km²        | 60184      | 60350        |
| Cuise-la-Motte         | 2.138 (2013)   | –          | – Einw./km²        | 60188      | 60350        |
| Hautefontaine          | 270 (2013)     | –          | – Einw./km²        | 60305      | 60350        |
| Jaulzy                 | 911 (2013)     | –          | – Einw./km²        | 60324      | 60350        |
| Moulin-sous-Touvent    | 226 (2013)     | –          | – Einw./km²        | 60438      | 60350        |
| Nampcel                | 285 (2013)     | –          | – Einw./km²        | 60445      | 60400        |
| Pierrefonds            | 1.879 (2013)   | –          | – Einw./km²        | 60491      | 60350        |
| Rethondes              | 745 (2013)     | –          | – Einw./km²        | 60534      | 60153        |
| Saint-Crépin-aux-Bois  | 238 (2013)     | –          | – Einw./km²        | 60569      | 60170        |
| Saint-Étienne-Roilaye  | 330 (2013)     | –          | – Einw./km²        | 60572      | 60350        |
| Saint-Pierre-lès-Bitry | 156 (2013)     | –          | – Einw./km²        | 60593      | 60350        |
| Tracy-le-Mont          | 1.744 (2013)   | –          | – Einw./km²        | 60641      | 60350        |
| Trosly-Breuil          | 2.107 (2013)   | –          | – Einw./km²        | 60647      | 60350        |